# 南兴镇 (广汉市)
南兴镇，是中华人民共和国四川省德阳市广汉市已撤銷的一个乡镇级行政单位。2019年12月，撤销西外乡和南兴镇，设立三星堆镇，以原西外乡和原南兴镇所属行政区域为三星堆镇的行政区域。

## 行政区划
南兴镇撤銷前下辖以下地区：
镇社区、第二社区、南兴村、双龙村、东岗村、米花村、三星村、真武村、回龙村、仁义村、欢喜村、仁寿村、义安村、群力村、朝阳村、塔子村、北新村、盛和村、白果村和红星村。